# Sigtuna
Sigtuna este un oraș în Suedia.

## Demografie
| \| Evoluția demografică a zonei urbane Sigtuna, 1970–2015 \| Evoluția demografică a zonei urbane Sigtuna, 1970–2015 \| Evoluția demografică a zonei urbane Sigtuna, 1970–2015 \| Evoluția demografică a zonei urbane Sigtuna, 1970–2015 \| Evoluția demografică a zonei urbane Sigtuna, 1970–2015 \| \| --------------------------------------------------------------------------------------- \| ------------------------------------------------------ \| ------------------------------------------------------ \| ------------------------------------------------------ \| ------------------------------------------------------ \| \| An \| \| \| Locuitori \| \| \| 1970 \| 1970 \| \| 4.214 \| 4.214 \| \| 1975 \| 1975 \| \| 4.780 \| 4.780 \| \| 1980 \| 1980 \| \| 4.599 \| 4.599 \| \| 1990 \| 1990 \| \| 4.918 \| 4.918 \| \| 1995 \| 1995 \| \| 5.605 \| 5.605 \| \| 2000 \| 2000 \| \| 6.050 \| 6.050 \| \| 2005 \| 2005 \| \| 7.204 \| 7.204 \| \| 2010 \| 2010 \| \| 8.444 \| 8.444 \| \| 2015 \| 2015 \| \| 9.074 \| 9.074 \| \| Sursa: SCB - Statistika Centralbyrån, Folkmängden per tätort. Vart femte år 1960 - 2016 \| \| \| \| \| |      |  |           |       |
| Evoluția demografică a zonei urbane Sigtuna, 1970–2015 |      |  |           |       |
| An |      |  | Locuitori |       |
| 1970 | 1970 |  | 4.214     | 4.214 |
| 1975 | 1975 |  | 4.780     | 4.780 |
| 1980 | 1980 |  | 4.599     | 4.599 |
| 1990 | 1990 |  | 4.918     | 4.918 |
| 1995 | 1995 |  | 5.605     | 5.605 |
| 2000 | 2000 |  | 6.050     | 6.050 |
| 2005 | 2005 |  | 7.204     | 7.204 |
| 2010 | 2010 |  | 8.444     | 8.444 |
| 2015 | 2015 |  | 9.074     | 9.074 |
| Sursa: SCB - Statistika Centralbyrån, Folkmängden per tätort. Vart femte år 1960 - 2016 |      |  |           |       |